# Olympe Audouard
Olympe Félicité de Jouval (Marsella, 13 de març de 1832 - Niça, 12 de gener de 1890), va ser una periodista feminista francesa, escriptora de viatges. Va usar els pseudònims de Feo de Jouval i Olympe Audouard. Va fundar cinc revistes.
És una de les representants més importants del moviment feminista francès de la segona meitat del segle xix.

## Biografia

### Els inicis
Olympe Félicité de Jouval es va casar, als vint anys, amb el notari de Marsella Henri-Alexis Audouard. Al cap d'uns mesos va sol·licitar la separació legal a causa del llibertinatge del seu marit. D'aquesta unió va néixer un fill del qual ella va tenir la custòdia.
Alexandre Dumas, en passar per Marsella, elogiava els seus assaigs manuscrits.
| « | —Per què no veniu a París? li va dir. —Hi estava pensant! va respondre ella. I va agafar el tren, amb la idea d'ocupar el lloc de George Sand. | » |

### A París
En arribar a París va conèixer, a més de Dumas, celebritats com ara Théophile Gautier, Lamartine o Jules Jamin, en reunions que relata a les seves memòries. Molt patriòtica, va romandre a París durant la guerra de 1870 i, durant el setge de París, va ser una de les infermeres més devotes, tenint generosament cura dels ferits.

### Viatges
El seu divorci es va concretar el 1885. Immediatament va aprofitar la seva nova llibertat per fer, com a escriptora professional, un llarg viatge per Egipte, Síria, Palestina i Turquia. Des d'allà, va passar a Rússia, i va viatjar per Alemanya i Polònia. Després va tornar a París. Es va iniciar en el negoci de la moda, però no s'adaptava a la seva naturalesa. Va escriure la seva primera novel·la, titulada Com estimen els homes.

### Carrera a la premsa
Va fundar cinc revistes: Le Papillon, que va aparèixer el gener de 1861; Le Fantaisiste. Littérature, Arts, Causeries de salons, Chronique du Palais, Histoire, Revue bibliographique, el 1862; Revue Cosmopolite, el juny de 1867, i la Revue des Deux Mondes illustrés, que va publicar relats de viatges, el 1879. Després de l'últim número de la Revue des Deux Mondes, l'abril de 1881, va llançar una revista amb el mateix nom que la primera, Le Papillon, l'abril de 1881.
Dos anys després, també va entrar en política. Demanà autorització al ministre de l'Interior per transformar la Revue cosmopolite en un full de política actual; aquest últim ho rebutjà, amb el pretext que aquest permís només es podria concedir a un «francès» gaudint dels seus drets civils i polítics.

#### Altaveu
Després d'haver protestat enèrgicament als diaris contra aquest nou acte de tirania masculina, va marxar cap a Amèrica, on va oferir, en diverses ciutats dels Estats Units, entre les quals Salt Lake City, un cicle de conferències que va tenir un èxit molt gran.
Va reivindica, en innombrables presentacions i publicacions, al costat de reformes generals en la legislació civil, el divorci, la igualtat política i social de les dones, i també el dret a votar i a presentar-se a les eleccions.
Va ser molt atacada per Barbey d'Aurevilly, que professava un gran odi pel bluestocking, reaccionà donant una conferència pública, que fou publicada. Barbey pensava que les dones de lletres només tenien una novel·la al cap, la seva, i que no es cansaven mai d'explicar-la al públic, a qui normalment no li importa, i desplega contra ella una gran animadversió.

Posseïdora d'un sentiment molt agut per la dignitat literària, va arribar el dia en què, separada del seu marit, va reclamar legalment unes subvencions per poder viure. Ella mateixa va presentar la seva petició al magistrat competent, signant com a «dona de lletres».
| « | Dona de lletres! —va dir, rígid, l'home prudent. Creieu-me, senyora, si voleu que la gent s'interessi per vós, trenqueu ràpidament amb una professió on només coneixeu menjadors [sic] o gent sense confessió [sic], com Jules Janin, Théophile Gautier, Jules Michelet, Arsène Houssaye i altres com ells! —Senyor, va respondre fredament la sol·licitant, coneixeu una estadística publicada l'any passat per aquest mateix Gautier a qui tant menyspreeu? —Déu me'n guard! —Ho lamento, perquè hauríeu après que, si de vegades hem vist ministres, fiscals, procuradors, notaris, fins i tot magistrats condemnats a treballs forçats, mai no hi hem vist literats. | » |

### Final de la vida
Va morir a Niça el 12 de gener de 1850, a conseqüència d'una congestió pulmonar a Niça. Havia anat a aquella ciutat per intentar tractar la seva malaltia al sol, assistida, en els últims moments, per la princesa Waronsoff i el seu fill, el duc de Montelfi.

## Publicacions
- Le Papillon arts, lettres, industrie, 1861-1863
- Comment aiment les hommes, 1862
- Histoire d'un mendiant, 1862
- Un mari mystifié, 1863
- Il n'y a pas d'amour sans jalousie et de jalousie sans amour, comèdia en un acte i en prosa, 1863
- Les Mystères du sérail et des harems turcs; lois, mœurs, usages, anecdotes, 1863
- Le Canal de Suez, chapitre détaché d'un livre sur l'Égypte, qui paraîtra prochainement, 1864
- Le Luxe des femmes: réponse d'une femme à M. le procureur général Dupin, 1865
- Le Luxe effréné des hommes. Discours tenu dans un comité de femmes, 1865
- Les Mystères de l'Égypte dévoilés, 1865
- Guerre aux hommes, 1866
- L'Orient et ses peuplades, 1867
- À travers l'Amérique… États-Unis, constitution, mœurs, usages, lois, institutions, sectes religieuses, 1866
- Lettre aux députés, 1867
- L'Homme de quarante ans, 1868
- Lettre à M. Haussmann, préfet de la Seine, 1868
- À travers l'Amérique; le Far-West, Paris,  1869
- La Femme dans le mariage, la séparation et le divorce: conférence faite le Plantilla:Date-, 1870
- M. Barbey-d'Aurevilly; réponse à ses réquisitoires contre les bas-bleus. Conférence du Plantilla:Date-, 1870
- La Femme-Homme. Mariage adultère divorce. Réponse d'une femme à M. Alexandre Dumas Fils, 872
- Gynécologie ; la femme depuis six mille ans, 1873
- L'Amie intime, 1873
- La Morale officielle S. V. P., lettre à M. de Goulard, ministre de l'Intérieur, 1873
- Les Mondes des esprits, ou la Vie après la mort, 1874
- Les Nuits russes, 1876
- Le Secret de la belle-mère, 1876
- L'Amour, le matérialisme, le spiritualiste, le complet et divin..., 1880
- Les Roses sanglantes, 1880
- Les Soupers de la Princesse Louba d'Askoff: drame d'amour et de nihilisme, 1880
- Voyage au pays des boyards; étude sur la Russie actuelle, 1881
- Les Escompteuses, études parisiennes, 1883
- Silhouettes parisiennes, 1883
- Pour rire à deux: contes, 1884
- Voyage à travers mes souvenirs: ceux que j'ai connus ce que j'ai vu, 1884
- Singulière nuit de noce, drame de la vie parisienne, 1886